# Mozzarella
La mozzarella è un formaggio molle, fresco, a pasta filata, originario dell'Italia meridionale e prodotta dal XV secolo anche in Italia centrale. La sua produzione è diffusa in tutta Italia e in vari paesi del mondo. Sebbene sia categorizzata come formaggio, la mozzarella nel linguaggio comune e culinario non viene menzionata quasi mai come tale.

## Descrizione
Viene preparata con latte vaccino oppure latte bufalino, assumendo per legge le seguenti denominazioni:
- "Mozzarella" (senza ulteriori specificazioni), "mozzarella di latte vaccino" o "fior di latte" - queste denominazioni indicano la mozzarella di latte vaccino (Bos taurus);
- "Mozzarella di latte di bufala" o "mozzarella di bufala": indica la mozzarella di latte bufalino (Bubalus bubalis);
- "Mozzarella con latte di bufala": indica la mozzarella ottenuta mescolando latte di vacca e di bufala in percentuali variabili.

Seppur produzioni di nicchia, esistono anche mozzarelle a latte pecorino e, molto rare, a latte caprino in quanto la cagliata di latte di capra, per sue caratteristiche, è difficile da filare.
La mozzarella deve il suo nome all'operazione di mozzatura compiuta per separare dall'impasto i singoli pezzi durante la lavorazione artigianale, come testimonia anche la sua antica denominazione: mozza.
Con 100 000 tonnellate esportate, la mozzarella è il terzo formaggio italiano più richiesto all'estero, dopo il Grana Padano e il Parmigiano Reggiano.

## Storia
Le origini della mozzarella si perdono nel tempo e gli autori non sono d'accordo sull'epoca in cui fu inventato questo formaggio a pasta filata; certamente esso ha una lunga storia. La mozzarella, a causa della necessità di essere consumata freschissima, sino all'avvento delle ferrovie era prodotta in piccole quantità ed era consumata esclusivamente nei pressi dei luoghi di produzione. Nei ricettari di epoca medioevale, tra i prodotti caseari più citati ci sono invece le provature, maggiormente conservabili della mozzarella, e dunque più facilmente commerciabili.
Riportiamo di seguito le ipotesi e le tappe principali della storia della mozzarella.

### Prime testimonianze scritte: Capua - XII secolo
La prima testimonianza storica sulla vocazione casearia dell'Italia meridionale ci viene da Plinio il Vecchio il quale, nella Naturalis Historia, cita il "laudatissimum caseum del Campo Cedicidio", identificabile con la piana del Metapontino e confinante con il fiume Bradano.
Successivamente, presso l'Archivio Episcopale di Capua e risalente al XII secolo, nel quale, come ci spiega monsignor Alicandri autore dello studio, compare per la prima volta il termine "mozza" in riferimento all'usanza dei monaci del monastero di S. Lorenzo in Capua, di rifocillare i pellegrini con pane e mozza o provatura.

### La mozzarella in Italia centrale: XV e XVI secolo
Nel XV secolo, alle soglie del Rinascimento, nelle Marche la produzione e l'uso della mozza è molto comune, come si apprende da un documento del 1496 che la cita tra gli alimenti normalmente presenti sulle tavole dei nobili anconitani. Un importante documento scritto del XVI secolo (1570) testimonia l'uso della mozzarella anche a Roma, nella mensa del papa: un cuoco della corte, Bartolomeo Scappi, la cita (per la prima volta con il termine ancor usato) nell'elenco dei formaggi comunemente serviti. Con l'Opera di Bartolomeo Scappi la mozzarella fa la sua prima comparsa in un ricettario.
Nei primi anni del Novecento oramai l'uso della mozzarella è così diffuso che, in Italia centrale, la si produce anche nelle piccole latterie cittadine e poi consegnata porta a porta insieme al latte fresco.

### Citazione in un ricettario
Nel XVII secolo, Gian Battista Crisci, nella Lucerna de Corteggiani illustra le peculiari qualità gastronomiche della mozzarella.

## Tipi e forme
Oltre che da solo latte di bufala o solo latte vaccino, questo formaggio si può ricavare anche da latte misto ossia miscelato: in questo caso, i produttori sono tenuti a specificare le varie percentuali di latte bufalino e vaccino contenute adeguandosi alla legge che impone di apporre sull'etichetta il solo nome generico mozzarella, seguito dalla lista degli ingredienti.
Altre qualità sono quelle di solo latte pecorino e solo latte caprino: la variante pecorina è tradizionalmente preparata in certe zone, mentre quella caprina è di origine recente.
Esiste anche la variante definita da pizza, che è riconosciuta da una norma legale; deve contenere meno acqua e grasso: 15-20% contro il 20-25% di quella da tavola..
La mozzarella è prodotta nelle tipiche forme tonde e sferoidali più o meno appiattite, in varie pezzature, ossia dal bocconcino di 80-100 grammi alle forme da mezzo chilogrammo e più: certi pezzi da latte bufalino arrivano a 5 chilogrammi; altre forme sono quella a treccia e, recentemente, a rotolo; esiste anche in versione affumicata. Di produzione esclusivamente industriale, è la pezzatura a ciliegina. In Molise (in particolare a Bojano) e in Puglia viene prodotta anche nelle tipiche forme a fiaschetto.

### Bufalina

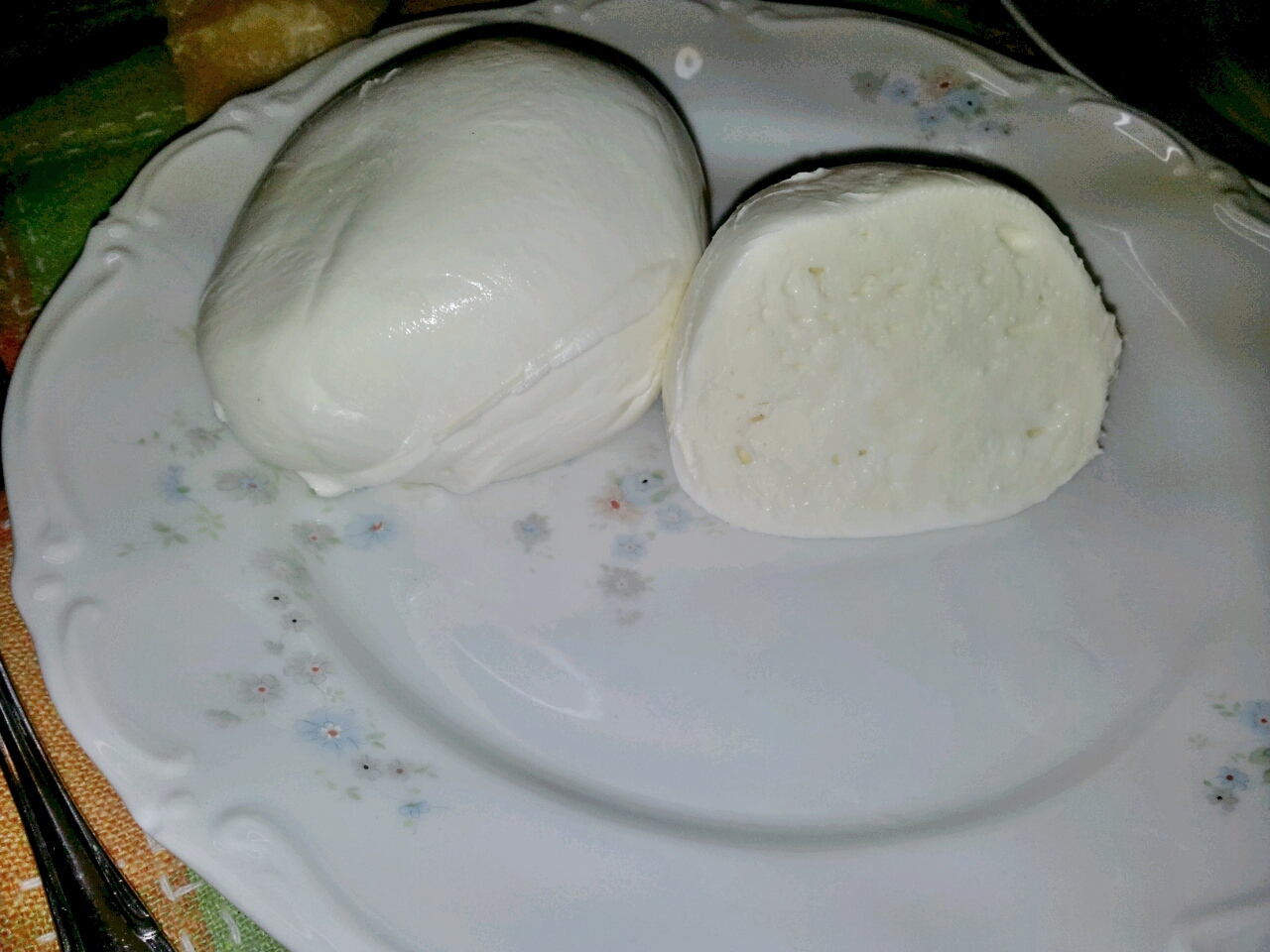
Mozzarella di bufala campana prodotta ad Aversa

Tra le mozzarelle bufaline italiane la più famosa è la Mozzarella di bufala campana ovvero una mozzarella a latte di bufala a denominazione di origine protetta che è prodotta in Campania (nella Terra di Lavoro, nella Piana del Sele e nell'Agro Nocerino-Sarnese), nella zona meridionale del Lazio (provincia di Latina, di Frosinone e di Roma), in Puglia (provincia di Foggia) e nel Molise (a Venafro). Per la produzione si usa esclusivamente latte bufalino di bestiame allevato in zona e un particolare procedimento di lavorazione.
Oltre che nella zona della DOP citata, la mozzarella bufalina è lavorata in quasi tutto il territorio italiano: gli allevamenti di bufale sono ovunque in costante aumento, dalla Sicilia all'Alto Adige.
La mozzarella bufalina è preparata in molti paesi, dove quasi sempre operano o hanno iniziato l'attività imprenditori o allevatori italiani; tra gli altri, si citano i seguenti paesi.
- Svizzera[23]
- Stati Uniti[24][25][26][27]
- Australia[28]
- Colombia[29]
- Thailandia[30]
- Egitto[31]
- India[32]
- Sudafrica[33]

Tutti i produttori usano latte di bufale locali. Alcuni importanti studiosi ritengono che Italia e Bulgaria abbiano le migliori bufale da latte.

#### Valori nutrizionali della mozzarella di bufala
Apporta 288 kcal ogni 100 g. Il colesterolo è contenuto in minime quantitàː 56 mg ogni 100 g. La composizione percentuale è la seguente
- acquaː 55,5%
- proteineː 16,7%
- carboidratiː 0,7%
- grassi saturiː 24,4%.

Micronutrienti (per 100 g)
- calcioː 210 mg
- fosforo: 195 mg

### Vaccina

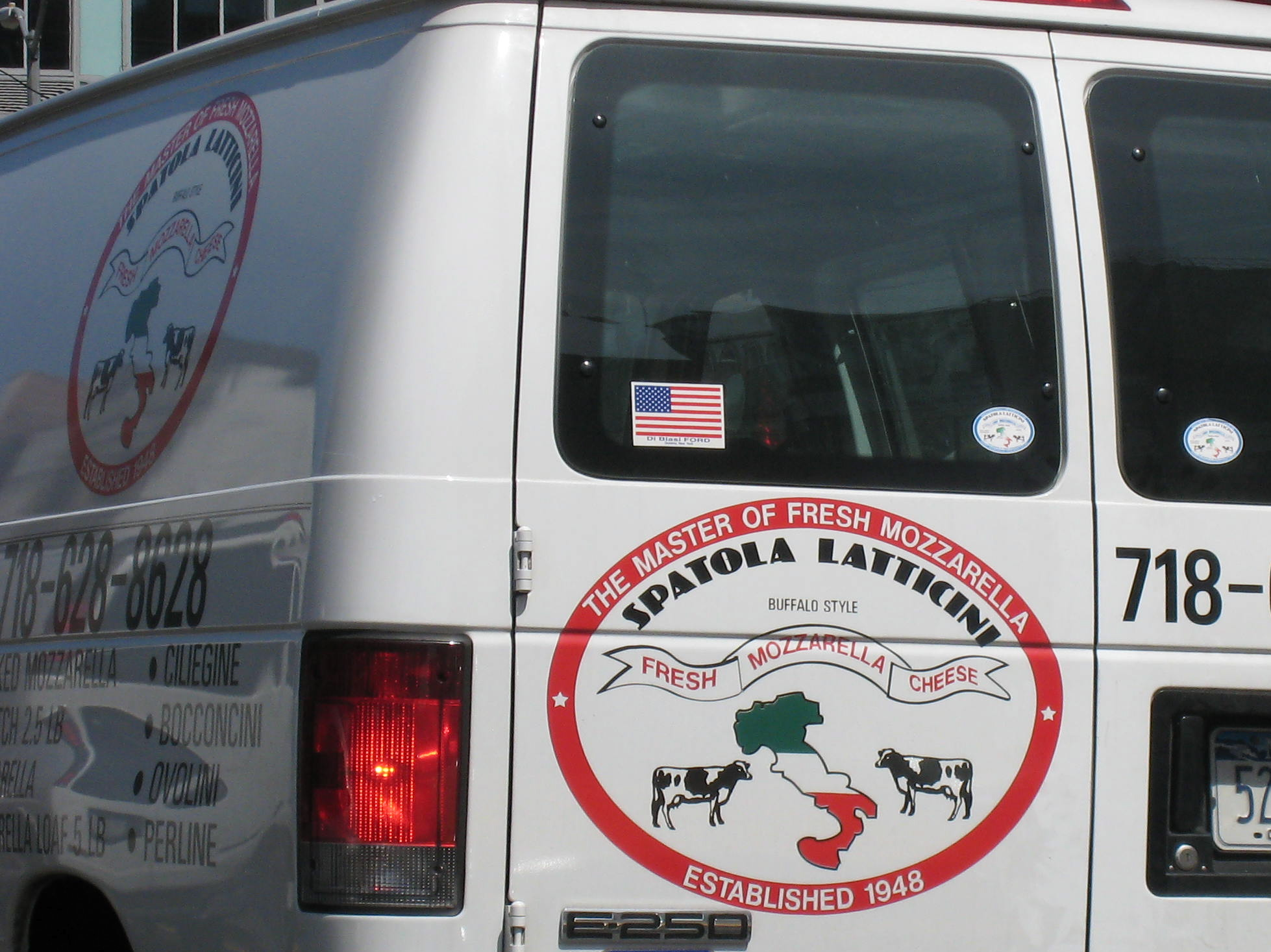
Camioncino che trasporta mozzarella di latte vaccino a New York

La mozzarella vaccina è detta anche fior di latte e, in Italia, è prodotta prevalentemente, nel centro sud, in Abruzzo, Basilicata, Calabria, Campania, Lazio meridionale, Marche, Molise, Puglia e Sicilia (in provincia di Ragusa), sebbene non manchino produzioni anche in nelle regioni del nord, artigianali nelle Prealpi e industriali nella Pianura Padana.
Può essere prodotta e commercializzata anche sotto la tutela dal marchio STG (Specialità tradizionale garantita), ovviamente rispettando il relativo disciplinare.
A luglio 2022 l'unica mozzarella italiana DOP a latte vaccino è la Mozzarella di Gioia del Colle che è producibile in diversi comuni dell'Altipiano della Murgia.

#### Valori nutrizionali della mozzarella di latte vaccino
È un po' meno calorica rispetto a quella di bufala e apporta 253 kcal ogni 100 g. Il colesterolo è contenuto in minime quantitàː 46 mg ogni 100 g. La composizione percentuale è la seguente
- acquaː 58,8%;
- proteineː 18,7%;
- carboidratiː 0,7%;
- grassi saturiː 19,5%.

Micronutrienti (per 100 g)
- calcioː 350 mg;
- fosforo: 350 mg (43% della dose giornaliera consigliata);
- sodioː 200 mg;
- potassioː 145 mg;
- magnesioː 10 mg;
- zincoː 2,6 mg;
- selenioː 2,5 mg.

### Pecorina
La mozzarella di pecora è tipica di Sardegna, Abruzzo e Lazio. Il latte pecorino è lavorato con aggiunta del caglio di agnello.

### Caprina
La mozzarella caprina è di origine recente e i produttori sono ancora pochi (si consideri che, dal punto di vista della tecnologia casearia, far filare la cagliata di latte di capra è possibile ma complicato); tra i motivi di questa nuova produzione c'è l'esigenza di offrire un tipo di mozzarella a chi non digerisce il latte vaccino, perché il latte di capra risulta più digeribile (oltre a essere molto meno grasso di quello di pecora).

### Nodino
Trattasi di piccoli bocconcini di mozzarella annodati. Sono fatti con pezzi di pasta filata annodati a mano. I pezzi di questo tipo di mozzarella hanno una pasta più tenace ma, allo stesso tempo elastica.

## Preparazione

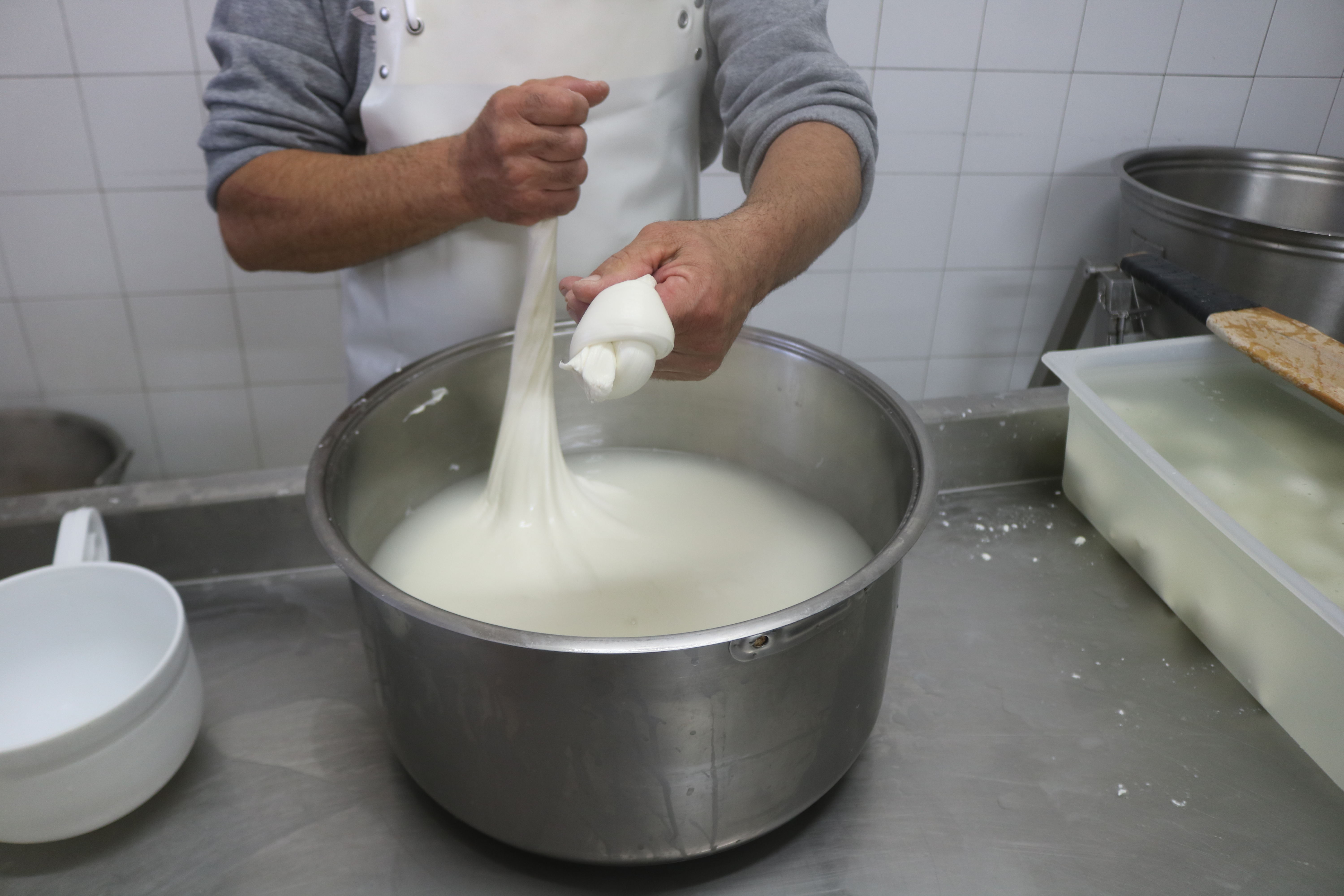
Fase di "mozzatura" con la quale la pasta viene divisa in parti più piccole

Si tratta di un formaggio molle, fresco, a pasta filata, a latte intero, da consumarsi entro pochi giorni dalla produzione (conservato nel liquido di governo). Come per altri formaggi a pasta filata, nella produzione della mozzarella si utilizza un notevole riscaldamento. La coagulazione è acido-presamica. Estratta la cagliata, si scalda una parte del siero a 50 °C e lo si versa sulla cagliata. Questa operazione si ripete dopo 15 minuti alla temperatura di 60 °C, quindi si lascia riposare per favorire l'acidificazione. La cagliata viene poi "filata", ovvero tagliata a fette lunghe e sottili, le quali sono immesse in acqua a 90 °C. Quindi si procede alla lavorazione a mano per ottenere le forme desiderate. Ci vogliono dieci litri di latte per produrre un chilo di mozzarella. Come per qualsiasi formaggio, il prodotto a latte crudo ha caratteristiche organolettiche distintive.
Esistono anche le versioni di mozzarella affumicata.

## Riconoscimenti e normative
Diverse varianti di mozzarella sono inserite nella lista dei prodotti agroalimentari tradizionali italiani (PAT) del Ministero delle politiche agricole alimentari e forestali (Mipaaf), con le seguenti denominazioni:
- Mozzarella (Basilicata);
- Mozzarella silana (Calabria);
- Mozzarella della mortella (Campania);
- Mozzarella di Brugnato (Liguria);
- Mozzarella di vacca (Molise);
- Mozzarella o fior di latte (Campania e Puglia);
- Mozzarella (Sicilia).

Nel 1996, su richiesta dell'Associazione italiana lattiero-casearia (nota come Assolatte), la produzione della "mozzarella di tipologia tradizionale" è stata riconosciuta dall'Unione europea quale specialità tradizionale garantita, con la denominazione "mozzarella STG". Peraltro, la denominazione STG tutela unicamente la tecnica di produzione tradizionale e, contrariamente agli altri marchi europei di tutela agroalimentare (DOP e IGP), non è legata a una specifica zona di origine: ciò significa che la "mozzarella STG" può essere prodotta in qualsiasi parte dell'Unione europea, a patto che l'organismo di controllo accreditato certifichi il rispetto del disciplinare depositato presso la Commissione europea. Peraltro, nel caso in cui la tecnica di produzione sia invece differente dal disciplinare protetto, il prodotto può comunque essere commercializzato con la denominazione "mozzarella", senza poter tuttavia inserire sull'etichettatura il logo STG e la menzione comunitaria.
Nello stesso anno la mozzarella di bufala campana ha conseguito la denominazione di origine protetta La zona di produzione della DOP comprende vaste zone della Campania, ma anche del Lazio, della Puglia e un comune del Molise.
Nel luglio 1999 il Ministero delle politiche agricole e forestali depositò la domanda di registrazione del "Fior di latte DOP" presso la Commissione europea, la quale tuttavia obiettò l'eccessiva estensione dell'area di produzione e la carenza dei requisiti in specificità, trattandosi di un prodotto generico. Per tale motivo, nel marzo 2002 venne ritrasmessa alla Commissione europea la domanda modificata di riconoscimento del "Fior di latte Appennino meridionale", a cui era stata concessa la protezione transitoria accordata a livello nazionale. Non essendo però state risolte del tutto le obiezioni riscontrate, nel 2009 la domanda è stata definitivamente revocata.
Nel gennaio 2018 fu depositata presso la Commissione europea la domanda di riconoscimento DOP della Mozzarella di Gioia del Colle (prodotta con latte vaccino nella forme di treccia e provolina). Nel 2020 il formaggio è divenuto DOP, la seconda denominazione italiana, in ordine di tempo, dedicata ad una mozzarella.

## Cucina
La mozzarella viene consumata soprattutto al naturale; a volte è accompagnata da prosciutto crudo, altre volte condita con olio o utilizzata in insalate: tipica la caprese, con pomodori, origano, basilico e un filo di olio extravergine d'oliva. La mozzarella è inoltre molto usata su pizze, calzoni, panzerotti, cresce e in moltissime altre ricette, tradizionali come la parmigiana di melanzane e la mozzarella in carrozza o anche innovative, come le mozzarelline impanate e fritte.
Per produrre la tradizionale pizza napoletana STG bisogna utilizzare, secondo il disciplinare, esclusivamente la mozzarella STG o il fior di latte Appennino meridionale (per la "pizza napoletana Margherita" STG) oppure la mozzarella di bufala campana DOP (per la "pizza napoletana Margherita Extra" STG) tagliata a listelli.
Per gustare al meglio la mozzarella, in tutte le sue varietà, si consiglia di consumarla non oltre tre giorni dalla data di produzione.

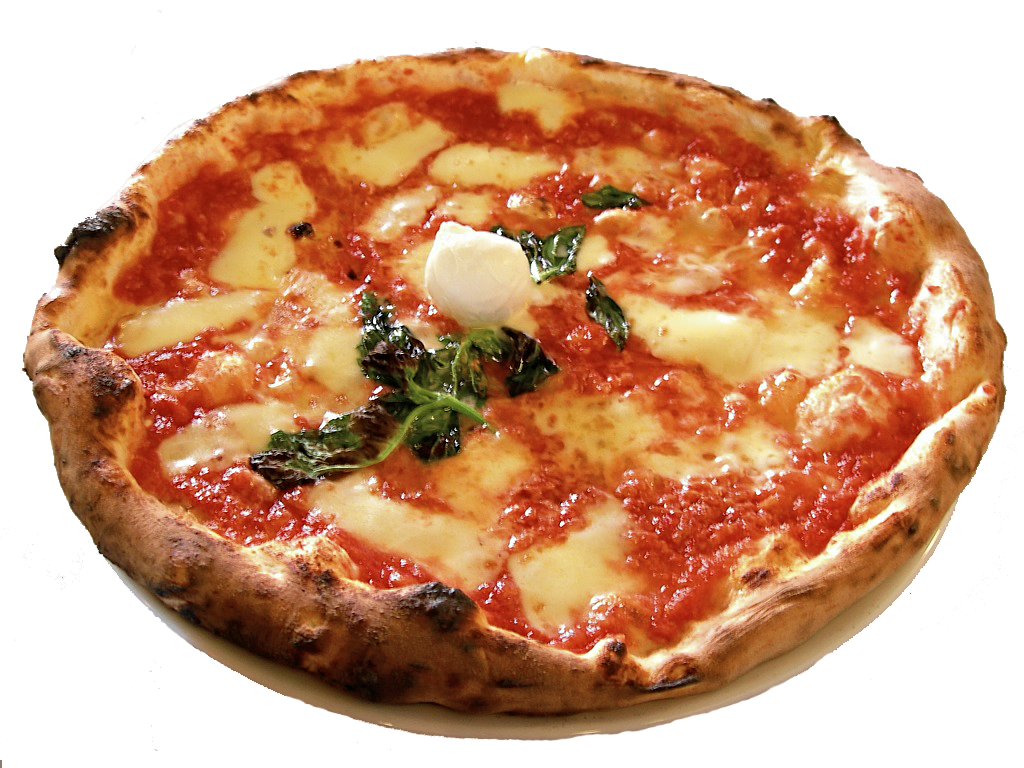
Pizza Margherita
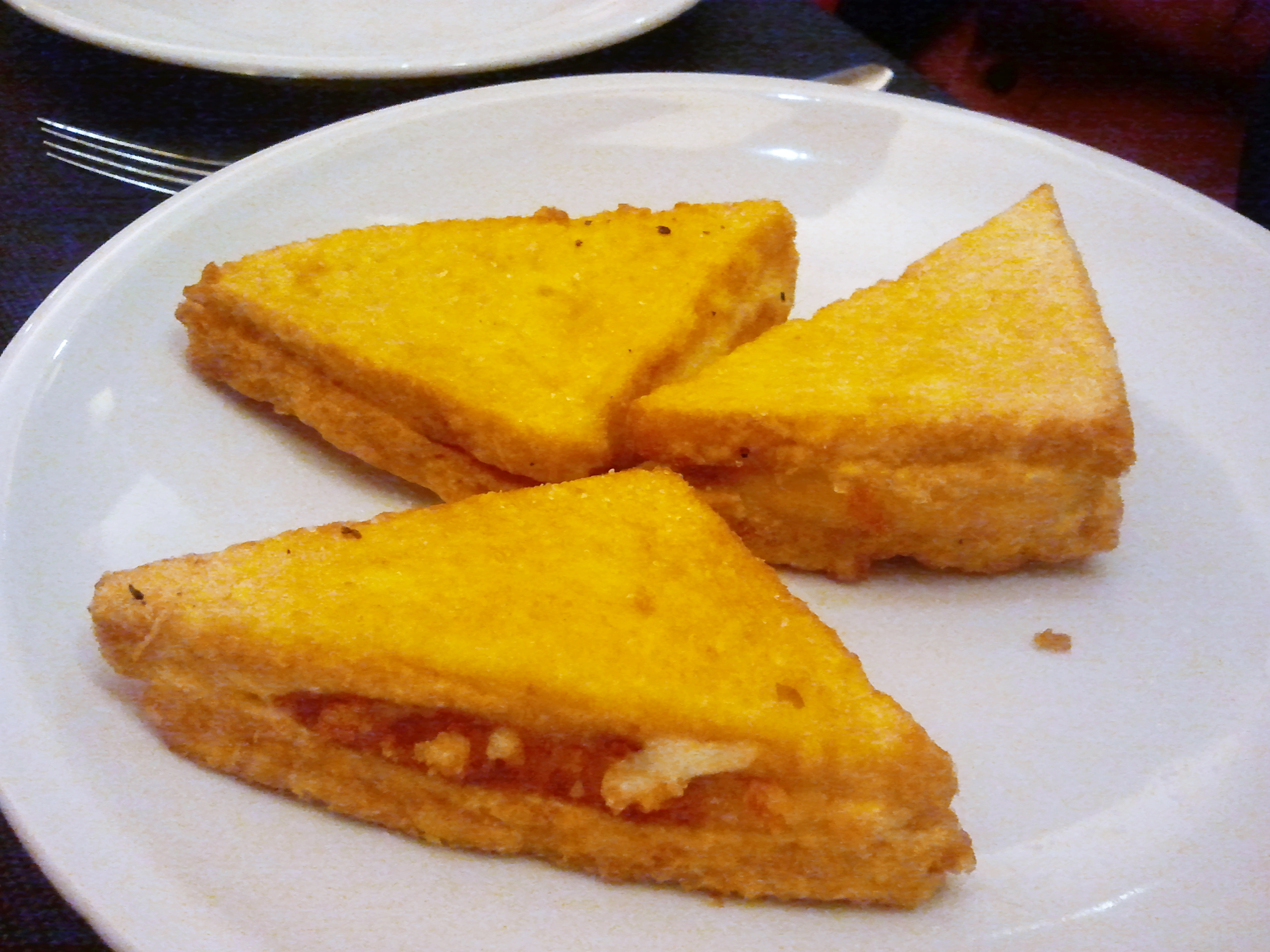
Mozzarella in carrozza
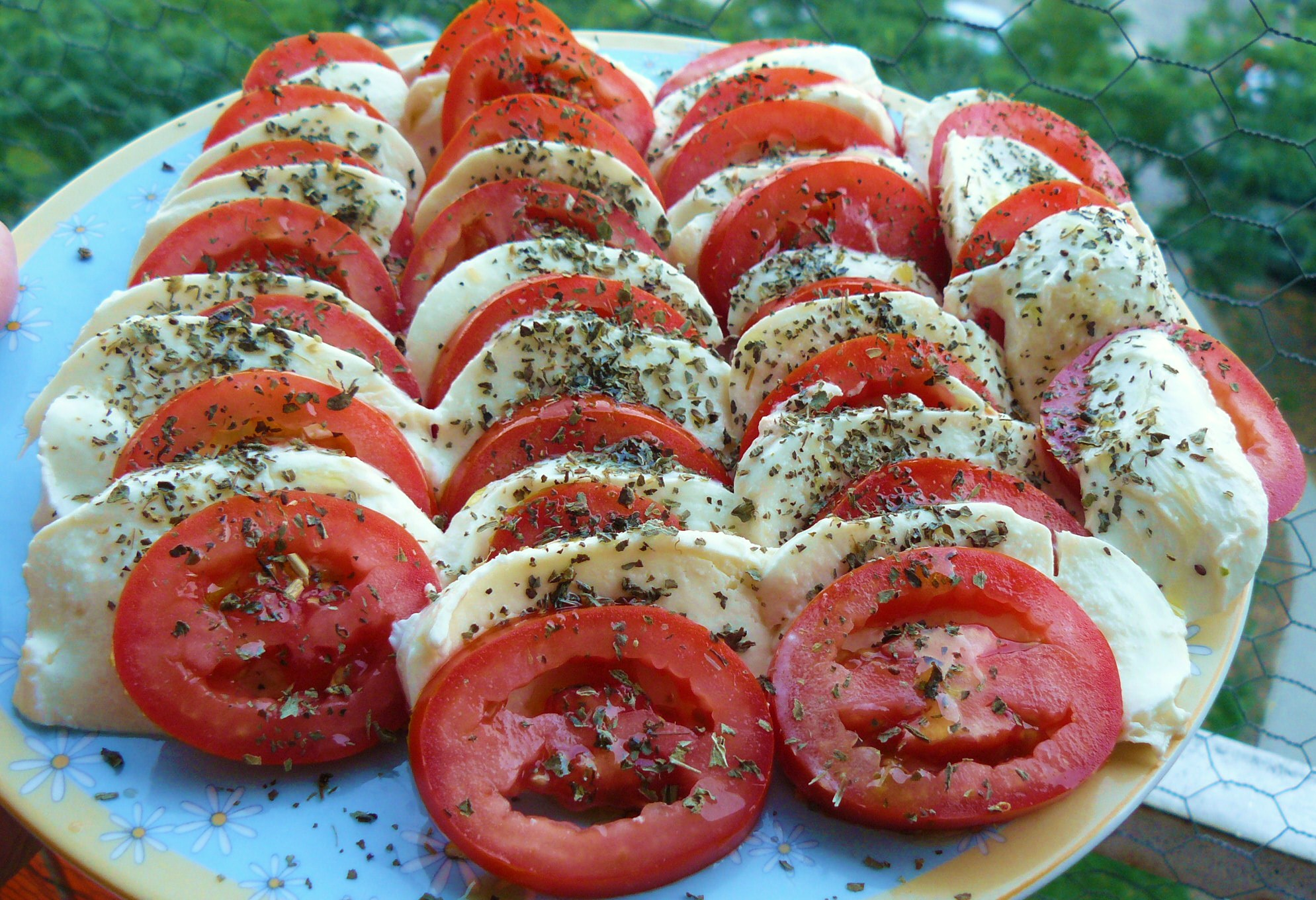
Insalata caprese
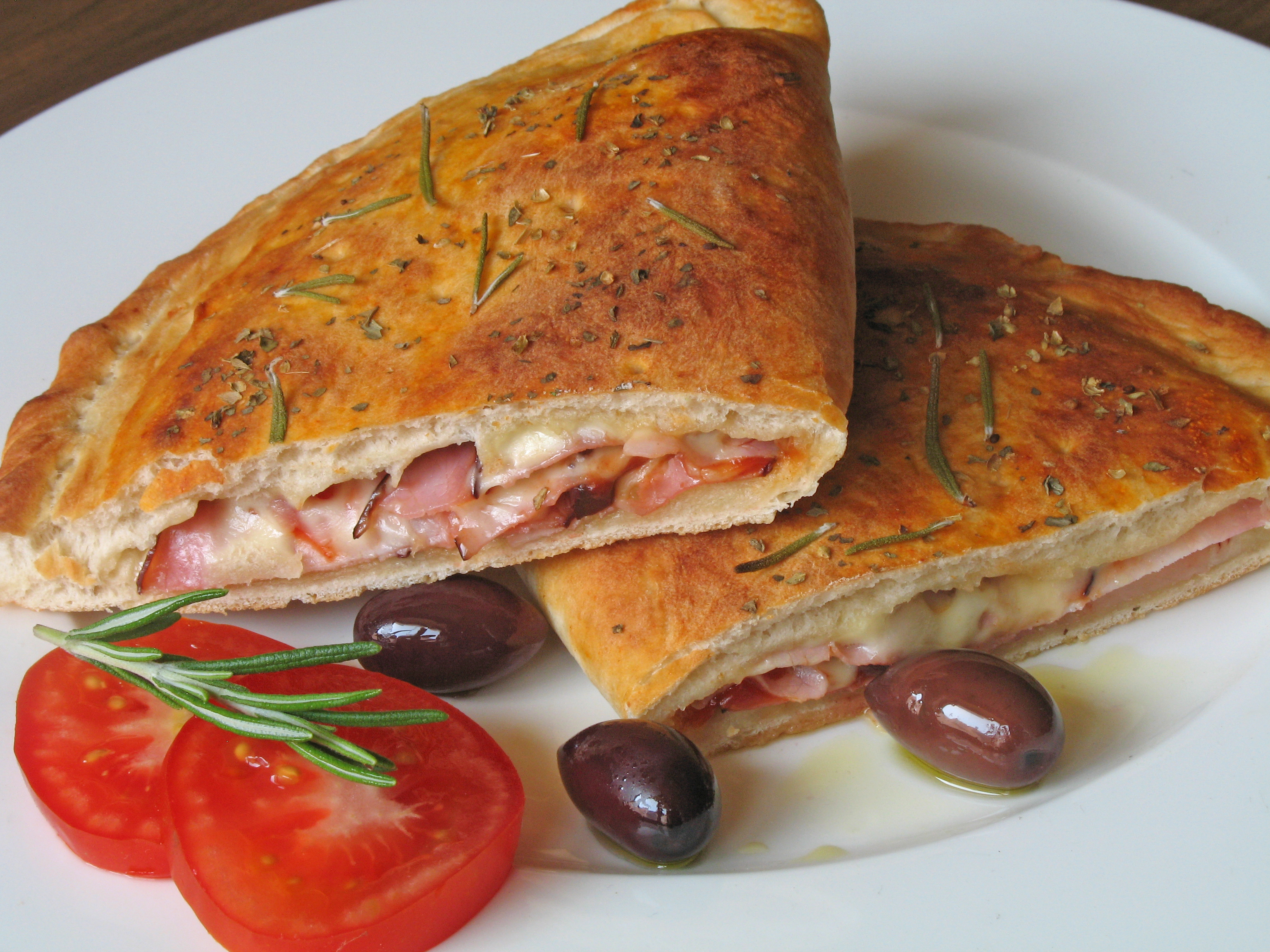
Calzone fatto in casa
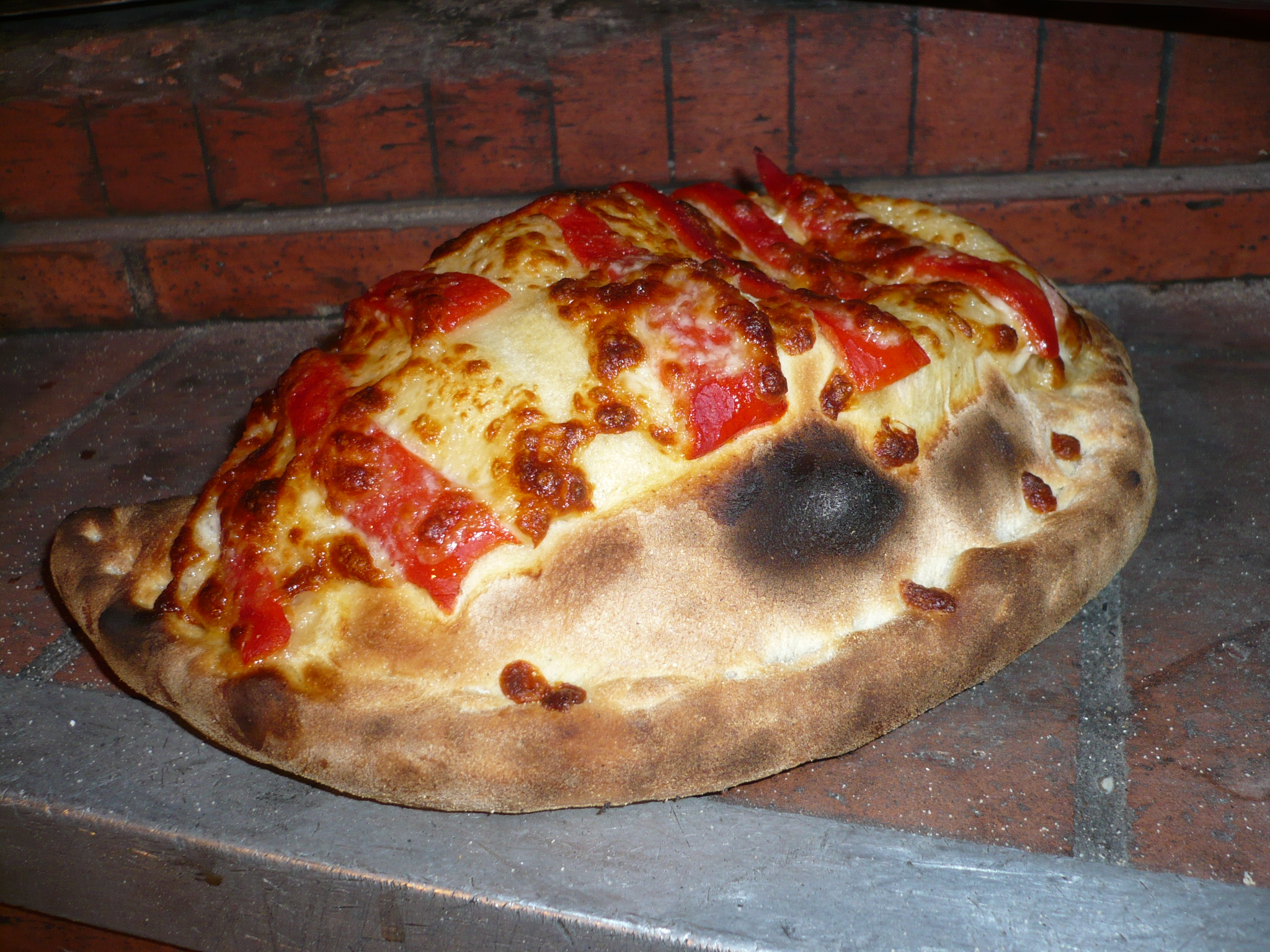
Calzone
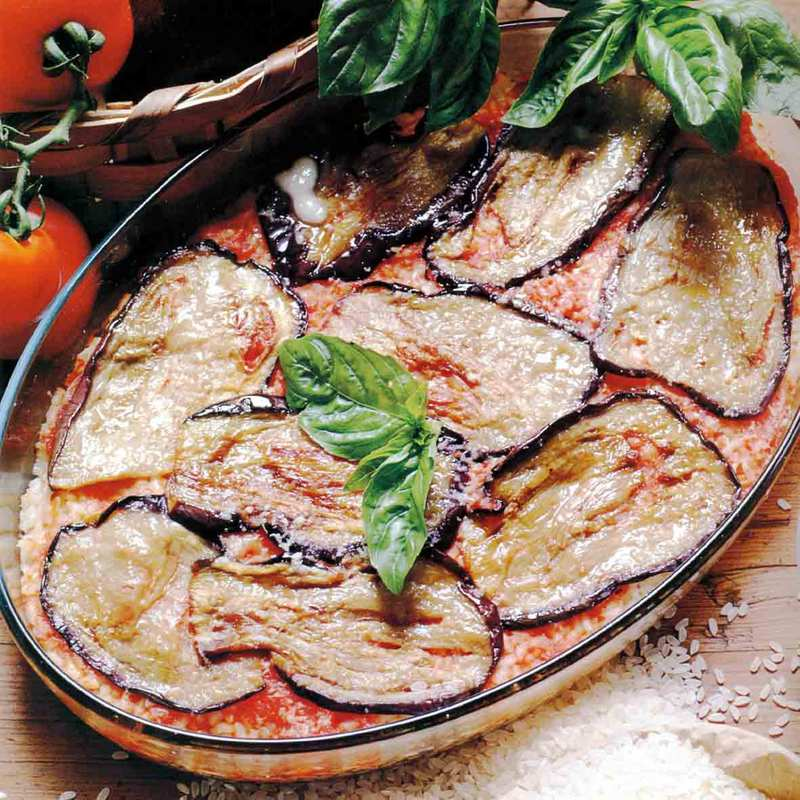
Parmigiana di melanzane

## La mozzarella nell’arte

### Musica
- Tarantella della mozzarella (2012)[58]